# Michael Krauß
Michael Krauß (* 13. Januar 1983 in Hohenklingen, Knittlingen, Baden-Württemberg) ist ein deutscher Faustballer.

## Leben
Krauß stammt aus einem Ortsteil von Knittlingen im Enzkreis, Baden-Württemberg. Er spielte zunächst beim TV Hohenklingen. In der Bundesliga repräsentierte er auf der Schlüsselposition des Schlagmanns über Jahre die Sportvereinigung Weil der Stadt. Mit diesem Verein schloss er die erste Bundesliga Süd mehrfach als Erster ab, kam aber bei den deutschen Meisterschafts-Endrunden über einen dritten Platz nicht hinaus. Im Jahr 2005 gehörte Krauß (5 A-Länderspiele) zum deutschen Kader, der bei den World Games in Duisburg die Bronzemedaille errang.
Nach dem Abstieg von Weil der Stadt in der Feld-Saison 2007 wechselte Krauß zum TV Vaihingen/Enz. Mit seinem neuen Team gewann er sogleich die deutsche Hallenmeisterschaft 2008. Bei der Endrunde in Aschaffenburg wurde Krauß zum besten Angreifer gewählt.
Für die im August 2007 in Oldenburg und Umgebung ausgetragene Weltmeisterschaft wurde Krauß von Bundestrainer Olaf Neuenfeld nicht berücksichtigt. Er zählte jedoch zu den 18 Kandidaten für die Europameisterschaft im Juli 2008 in Stuttgart-Stammheim, sagte aber laut Berichten der Vaihinger Kreiszeitung und der Pforzheimer Zeitung im April aus privaten und beruflichen Gründen ab.
Michael Krauß stammt aus einer Faustball-Familie. Seine ältere Schwester, Sandra Harsch, nahm mit dem TSV Niedernhall mehrmals an Meisterschafts-Endrunden teil. Seine Mutter Heidi Krauß hatte als Schiedsrichterin mehrere Endrunden-Einsätze und vertrat als Spielerin den TV Hohenklingen während der Feld-Saison 2007 in der zweiten Bundesliga Süd. Beim gleichen Verein fungierte Vater Theodor Krauß als Leiter der Faustball-Abteilung.